# Slaget på Grate hed

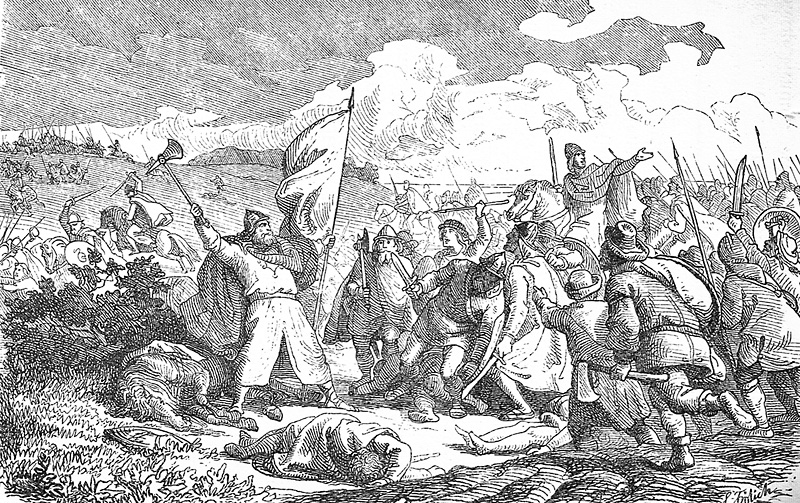
Slaget vid Grate hed av Lorenz Frølich

Slaget på Grate hed ägde rum på Grate hed, sydväst om Viborg på Jylland, den 23 oktober 1157, mellan kusinerna Sven Eriksson och Valdemar Knutsson.
Valdemar hade tidigare sårad lyckats fly från blodsgillet i Roskilde. Sven förföljde honom och gick iland i Grenå (vid Djursåns mynning), där han miste sin flotta. Sven fortsatte jakten till Randers och tvingade Valdemar att gå över Gudenån och förstöra bron efter sig.
I slutet av september hade Valdemar samlat tillräckliga styrkor för att våga möta Sven. Den 23 oktober drabbade de båda härarna samman, i en kort men våldsam batalj, på heden. Sven missbedömde placeringen av Valdemars huvudtrupp, upptäckte för sent sitt misstag och tvingades fly ut i träskmarker vid änden av Hauge sjö. Han förlorade där både vapen och rustning, infångades senare och dödades med ett yxhugg av en bonde.

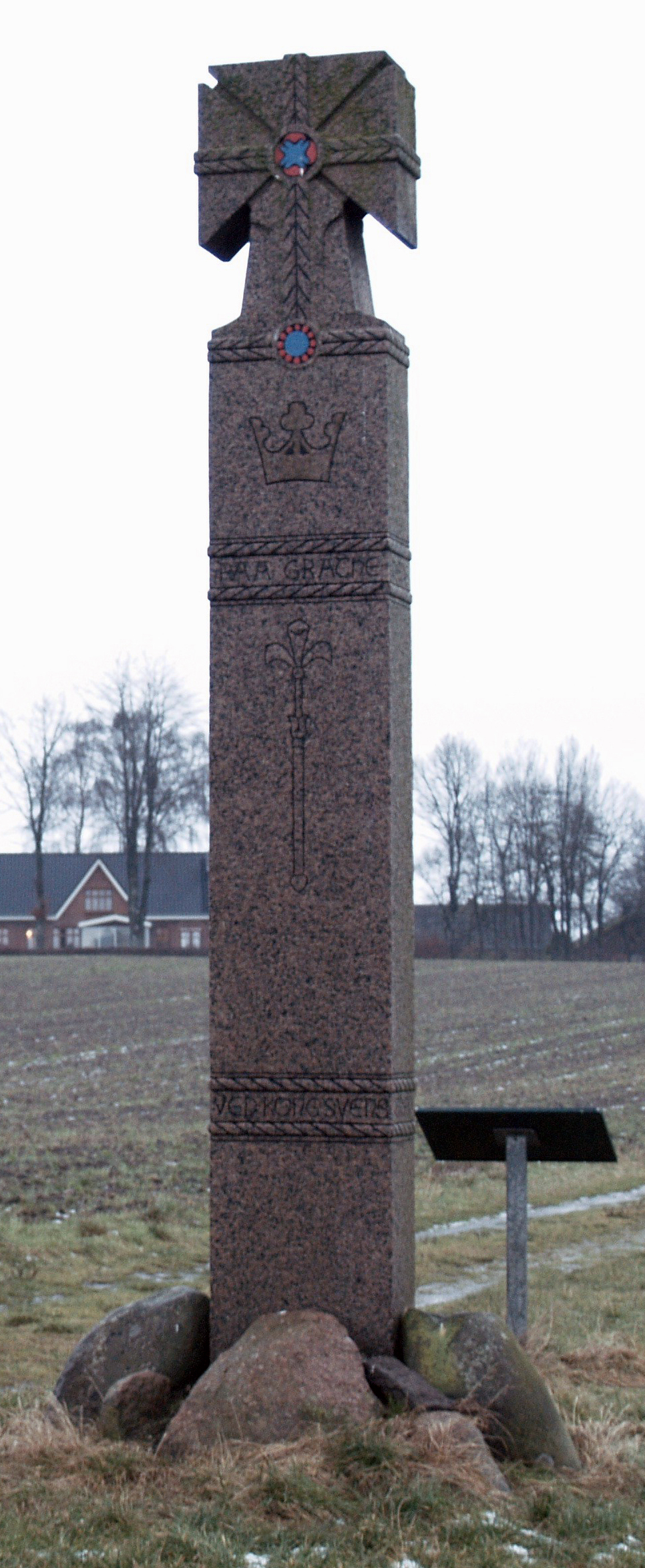
Sven Grate-korset - Thor Langes minnesmärke

## Efterspel
Slaget vid Grate hed avslutade tronstriderna i Danmark under 1140- och 50-talen. Valdemar blev rikets ende kung och kunde lägga grunden till ett starkt danskt östersjövälde som kom att förläna honom tillnamnet "den store".
Sven fick efter döden tillnamnet Grate och ska ha begravts i närheten. Ett kapell lär ha byggts där och den danske diktaren Thor Lange lät 1892 resa ett minneskors på denna plats.